# Estación de Cenon
La estación de Cenon es una estación ferroviaria francesa de la línea París - Burdeos, situada en la comuna de Cenon, en el departamento de Gironde, en la región de Aquitania. Por ella circulan principalmente trenes regionales que unen Burdeos con otras ciudades cercanas.

## Historia
Fue inaugurada el 2 de septiembre de 2007 rescatando del olvido el antiguo apeadero de Avenida-Thiers - Cenon que llevaba décadas cerrado. El objetivo de la reapertura es crear un polo multimodal que conecte los trenes regionales con la línea A del tranvía de Burdeos. 

## Descripción
Este apeadero se compone de dos andenes laterales y de dos vías. Posee máquinas expendedoras de billetes.

## Servicios ferroviarios

### Regionales
Los trenes regionales TER enlazan las siguientes ciudades:
- Línea Angulema / Coutras - Burdeos.
- Línea La Rochelle / Saint-Mariens - Saint-Yzan - Burdeos.
- Línea Perigueux - Burdeos.
- Línea Sarlat / Bergerac - Burdeos.